# Treppe an der Clifton Street

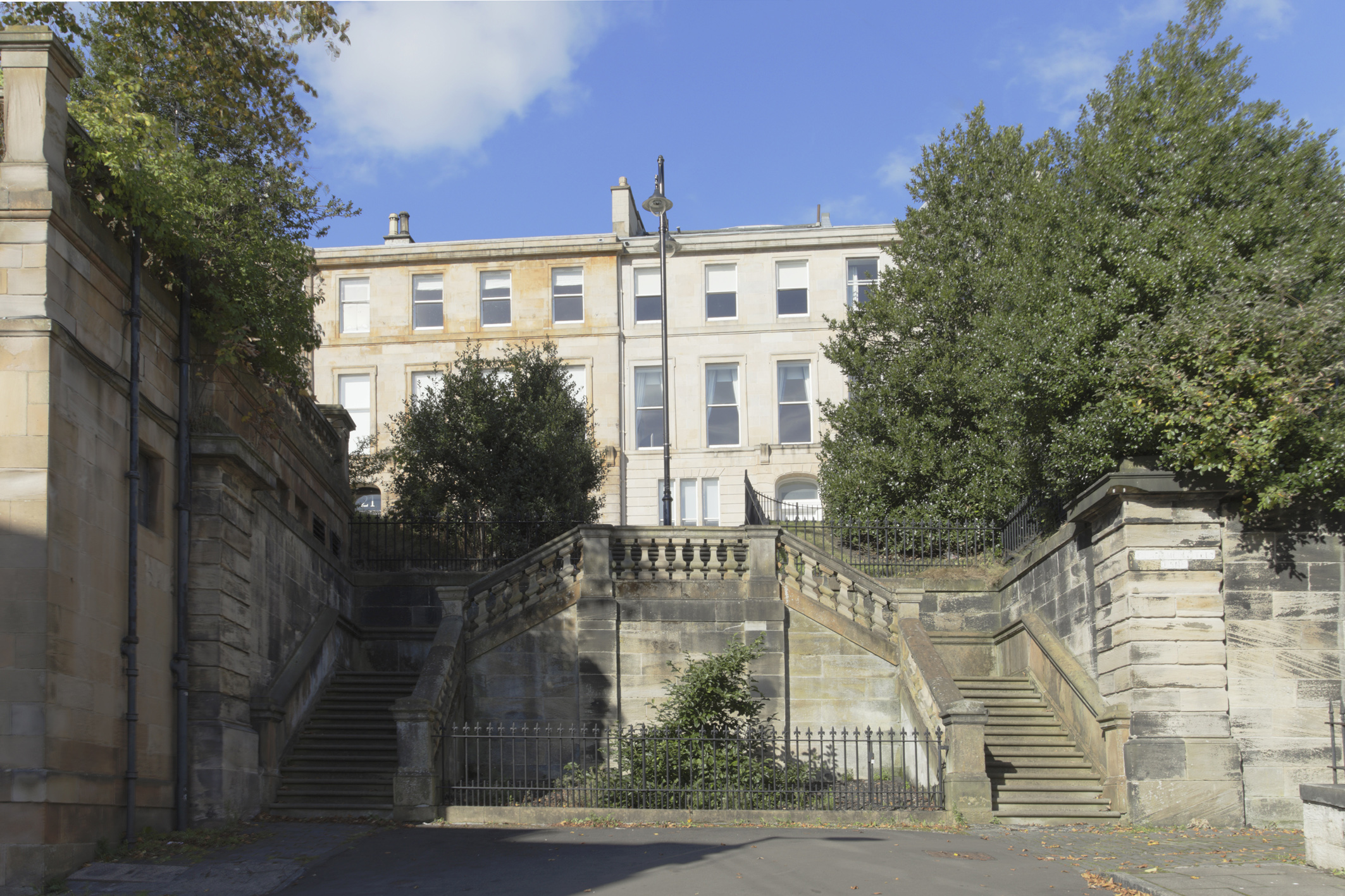
Treppe an der Clifton Street

Die Treppe an der Clifton Street ist eine Außentreppe in der schottischen Stadt Glasgow. 1970 wurde sie als Einzeldenkmal in die schottischen Denkmallisten zunächst in der Kategorie B aufgenommen. Die Hochstufung in die höchste Denkmalkategorie A erfolgte 1986. Des Weiteren ist das Bauwerk Teil eines umfassenderen Denkmalensembles der Kategorie A.

## Beschreibung
Das Bauwerk wurde um 1855 fertiggestellt. Damit entstand sie etwa zur selben Zeit wie die unweit gelegene Treppe an der Park Street, die der schottische Architekt Charles Wilson entwarf. Sie führt von der Woodland Terrace zur tieferliegenden Clifton Street und bildet dabei den Abschluss der Stichstraße zwischen den Gebäudeensemblen 1–6 Park Gardens und 1–12 Claremont Terrace. Die Treppe führt von der Woodland Terrace bis zu einem Podest, auf dem sie sich in zwei Treppenläufe aufspaltet, die parallel die Clifton Street erreichen. Entlang des Podestes ist sie mit steinerner Balustrade gestaltet. Die massiven Pfeiler entlang der Balustrade bestehen aus Granit. Gusseiserne Geländer flankieren den oberen Treppenabschnitt.